# Léopold Gillard
Léopold Joseph Gillard (Namen, 16 december 1843 - Marche-en-Pré, 5 juni 1910) was een Belgisch volksvertegenwoordiger.

## Levensloop
Gillard werd doctor in de geneeskunde.
Van 1887 tot 1894 was hij provincieraadslid voor Namen.
Hij werd verkozen tot liberaal volksvertegenwoordiger voor het arrondissement Namen in 1894 en vervulde dit mandaat tot in 1900. In 1909 volgde hij de overleden volksvertegenwoordiger Joseph Fossion op, een mandaat dat het volgend jaar beëindigd werd door zijn eigen dood.